# André Verhalle
André Verhalle (24 février 1924 - 28 février 2008) est un escrimeur belge qui a participé aux Jeux olympiques de 1952, 1956 et 1960.  
Il a également été champion du monde des maîtres d'armes en 1964 à Stuttgart.  
Au niveau national il a remporté plusieurs fois les championnats de Belgique, au fleuret et à l'épée. Après sa carrière comme athlète, il s'est consacré à une carrière d'entraîneur, s'occupant notamment de l'équipe nationale belge d'escrime aux Jeux olympiques de 1968, 1972, 1976 et 1980. 
Il a également été maître d'armes à la Maison de l'Escrime pendant la plus grande partie de sa carrière. Le Club de la Maison de l'Escrime qui organise chaque année une compétition en son honneur.